# Andrena acutidentis
Andrena acutidentis (лат.) — вид пчёл рода Andrena из семейства Andrenidae. Африка: Марокко. Название acuti (острый) + dentis (зубы) было выбрано из-за строения гениталий самцов, где вершины гоностилей имеют заостренную форму в отличие от других представителей видовой группы nitidiuscula, где они закруглены.

## Описание
Длина около 8 мм. Andrena acutidentis включён в подрод Notandrena по дорсолатеральному углу переднеспинки с поперечным гребнем, четко пунктированной метасоме и слабо шершавому (не шагренированному) проподеальному треугольнику. Из-за своего маленького размера он может быть помещен в группу nitidiuscula, и наиболее похож на A. fulvicornis Schenck, 1853. Он отличается наличником, который имеет центральную, блестящую, пунктированную линию (равномерно пунктированный и шагренированный наличник у A. fulvicornis) и блестящими скутумом и скутеллюмом (шагренированный и тусклый у A. fulvicornis).